# Горышкино (Московская область)
Горышкино — деревня в Одинцовском районе Московской области России. Входит в сельское поселение Назарьевское. Население 48 человек на 2006 год, в деревне числятся 4 садовых товарищества. До 2006 года Горышкино входило в состав Назарьевского сельского округа.
Деревня расположена в центральной части района, в 15 километрах на запад от Одинцово, на левом берегу реки Вязёмка и её небольшом притоке, высота центра над уровнем моря 156 м.
Впервые в исторических документах деревня встречается в писцовой книге 1624 года, вотчина стрелецкого сотника Фёдор Горышкина пустошь, что была деревня Синеусова — позже по фамилии владельца закрепилось современное название. По Экономическим примечаниям 1800 года в Горышкино было 30 дворов, 103 души мужского и 95 женского пола. На 1852 год в деревне числилось 114 крестьян, в 1890 году — 106 человек. По Всесоюзной переписи 17 декабря 1926 года числилось 36 хозяйств и 198 жителей, по переписи 1989 года — 38 хозяйств и 35 жителей.